# Andrena tridentata
Andrena tridentata är en biart som först beskrevs av Kirby 1802. Den ingår i släktet sandbin och familjen grävbin. Inga underarter finns listade i Catalogue of Life.

## Beskrivning
Honan har övervägande svart grundfärg med nedre delen av antennerna brunaktig och käkarnas spetsar rödaktiga. Behåringen på huvudet är tät och vitaktig med undantag för bruna hår på delar av ansiktet. Mellankroppen har vit behåring med gulaktiga partier; vingarna är brunaktigt halvgenomskinliga med djupare bruna ribbor. Pollenkorgen (den hårtofs på det bakersta skenbenet som används för polleninsamling) är vitaktig och tämligen oansenlig. Bakskenbenet är bredast upptill, utan någon rundad spets i den övre änden, vilket ger det ett triangelformat utseende. Bakkroppens fyra främre tergiter har tät, gulaktig behåring. Kroppslängden är mellan 9,5 och 10,5 mm.
Hanen påminner om honan, men med behåringen på huvud och mellankropp mer åt det gråbruna till grågula hållet. Hanen är något mindre än honan, med en kroppslängd mellan 7,5 och 8,5 mm.

## Ekologi
Andrena tridentata är påträffad på fuktiga områden, gärna med sandjord. Arten flyger från mitten av juni till september. Litet är känt om denna sällsynta arts ekologi, men den är specialiserad på blommande växter från familjen korgblommiga växter som strävfibblor, lejonfibblor, korsörter, klofibblor, ståndsarter och krisslor, även om den även har setts på bland annat familjen fackelblomsväxter som fackelblomster. 

## Utbredning
Mycket få fynd har gjorts i Europa, de flesta på Englands sydkust upp till Norfolk i öster. Inga fynd har gjorts där efter 1944. Övriga europeiska fynd är från Frankrike, Italien, Lettland, Vitryssland, Ukraina och Ryssland, alla gjorda före 1990. I Kazakstan har dock arten observerats på senare tid (åtminstone 2002).

## Bevarandestatus
På grund av de mycket få fynd som har gjorts i Europa, och på grund av deras ålder, är det osäkert om arten fortfarande finns kvar där. Internationella naturvårdsunionen (IUCN) klassificerar därför arten som akut hotad ("CR").